# آرنگ خیل
آرنگ خیل (به انگلیسی: Arang Kel) یک روستا در پاکستان است که در Neelum District واقع شده‌است. آرنگ خیل ۲٬۵۵۳٫۹۵ متر بالاتر از سطح دریا واقع شده‌است.